# آبشار پیستیل
آبشار پیستیل (به انگلیسی: Pistyll y Llyn) آبشاری است که در ولز واقع شده و ارتفاع کلی ریزشگاه آن ۹۱ متر است.